# كوباك
كوباك تارودانت (بالفرنسية :Coopérative Agricole de Taroudant) هي تعاونية فلاحية مغربية متخصصة في إنتاج الحليب ومشتقاته والعصائر واللحوم والأعلاف وهي ثاني أكبر منتج للحليب في المغرب بعد شركة سنطرال دانون. وتشتهر لدى عموم المغاربة بعلامتها التجارية "جودة".
تأسست التعاونية في 1987 بمبادرة من مولاي محمد الولتيتي وتوفيق الحاج أحمد، حيث انطلقت بمجموع 21 منخرطا لتتطور لنسيج عملاق من التعاونيات الفلاحية تضم 14000 منخرط و 46 ألف نقطة توزيع، حيث تعد التعاونية ضمن أكبر خمسة فاعلين في الصناعات الفلاحية بالمغرب.

## تاريخ
في سنة 1987، واستجابة لسياسة تحرير الصادرات، إتحد 39 فلاحا وقاموا بإنشاء التعاونية الفلاحية كوباك، وكان الهدف الأول من إنشاء التعاونية هو تصدير المنتجات الغذائية نحو الدول الأوروبية، وقد كانت فكرة ذكية، نابعة من معرفة لما تتمتع به المنطقة من مؤهلات تنافسية ومناخ لا مثيل له. مناخ يمنح للمنطقة امتيازات عندما يتعلق الأمر ببيع الحوامض بالمغرب. وبعد أن تمكنت التعاونية بالفوز بحصص مهمة على مستوى أسواق بيع الحوامض، خلقت كوباك الحدث بتدشينها شركتها الأولى لإنتاج الحليب في عام 1993 إعتمدت كوباك التنويع الاستراتيجي كخيار أساسي من أجل تطوير التعاونية، وهو الذي من شأنه أن يضيف الكثير للتعاونية وتمكنت شركة الحليب في ذلك الحين، سنة 1993، من إنتاج 6000 لتر من الحليب يوميا، الذي يتم تجميعه ومعالجته ليتم بيعه بعد ذلك بالمنطقة على شكل أكياس لبن مبستر، أو زبادي في علب صغيرة الذي حمل العلامة المعروفة اليوم باسم «جودة».
وفي سنة 1999 أنشأت كوباك وحدة لتصنيع الأعلاف المركبة، بهدف تزويد مربي الماشية بأعلاف منخفضة التكلفة. وحققت هذه التجربة الفريدة من نوعها نجاحا منقطع النظير بالمغرب بعد أن كان اعتمادها مقتصرا فقط على الدول المتقدمة مثل فرنسا وكندا.
في سنة 2001، بدأت كوباك في إنتاج عصير الفواكه.
في سنة 2016، دشنت كوباك العلامة التجارية جيدة والمتخصصة في اللحوم.

## المنتوجات
| النوع            | المنتوج           | صالح لمدة |
| ---------------- | ----------------- | --------- |
| الحليب           | الحليب الطري      | 3 أيام    |
| الحليب           | الحليب طويل الأجل | 6 أشهر    |
| الحليب           | الرايب            | 30 يوم    |
| الحليب           | اللبن             | 21 يوم    |
| الحليب           | فرويتي            | 30 يوم    |
| ياغورت للشرب     | رايبي             | 30 يوم    |
| ياغورت للشرب     | ميكسي             | 30 يوم    |
| ياغورت للشرب     | غلال              | 30 يوم    |
| ياغورت للشرب     | درينك هابي        | 30 يوم    |
| ياغورت للشرب     | صواف              | 30 يوم    |
| الياغورت         | كريمي             | 30 يوم    |
| الياغورت         | الطبيعي           | 30 يوم    |
| الياغورت         | غلال              | 30 يوم    |
| الياغورت         | كريك              | 30 يوم    |
| الياغورت         | بنين              | 30 يوم    |
| الياغورت         | تندر              | 30 يوم    |
| الياغورت         | بيرلي             | 30 يوم    |
| الياغورت         | فلان              | 30 يوم    |
| الياغورت         | غروموند           | 30 يوم    |
| منتوجات بدون سكر | حليب لينيا        | 6 أشهر    |
| منتوجات بدون سكر | ياغورت لينيا      | 30 يوم    |
| منتوجات الأطفال  | ميسكلي ستيك       | 30 يوم    |
| منتوجات الأطفال  | ياغورت ميسكلي     | 30 يوم    |
| منتوجات الأطفال  | غاني كريم         | 30 يوم    |
| منتوجات الأطفال  | غاني ياغورت       | 30 يوم    |
| منتوجات الأطفال  | غاني للشرب        | 6 أشهر    |
| منتوجات الأطفال  | حليب كرواسونس     | 6 أشهر    |
| الزبدة           | زبدة جودة         | 3 أشهر    |
| عصير الفواكه     | بريس أب           | 30 يوم    |
| عصير الفواكه     | عصير الفواكه      | عام واحد  |
| عصير الفواكه     | نكتاري            | 30 يوم    |
| عصير الفواكه     | موي جي            | 30 يوم    |
| عصير الفواكه     | جيتوس             | عام واحد  |

## انتقادات
رغم أنها ساهمت بشكل كبير في توفير مناصب شغل للسكان المحليين إلى أن كوباك تلقت العديد من الانتقادات المتعلقة بالحفاظ على البيئة، ويقوم سكان مدينة أيت ايعزة التي يقع فيها المعمل الرئيسي لكوباك بعمل عدة شكايات يتم توجيهها لمسؤولي كوباك والسلطات المحلية لإيجاد حلول لمشكل التلوث والروائح الكريهة التي يخلفها معمل كوباك.

## أنظر أيضا
- الشرڭي
- سنطرال دانون